# Sun Bowl 2018
Match précédent Match suivant
Le Sun Bowl 2018 est un match de football américain de niveau universitaire joué après la saison régulière de 2018, le 31 octobre 2018 au Sun Bowl Stadium d'El Paso dans l'État du Texas aux États-Unis.
Il s'agit de la 85e édition du Sun Bowl.
Le match met en présence l'équipe des Cardinal de Stanford issue de la Pacific-12 Conference et l'équipe des Panthers de Pittsburgh issue de l'Atlantic Coast Conference.
Il débute à 12 h 10 locales et est retransmis à la télévision par ESPN.
Sponsorisé par la société Hyundai Motor America (en), le match est officiellement dénommé le Hyundai Sun Bowl 2018.
Stanford gagne le match sur le score de 14 à 13.

## Présentation du match
| Équipes                                                                                         | Conférences | Entraîneurs       | Stats. saison rég. | Classements avant le bowl CFP-AP-Coaches |
| ----------------------------------------------------------------------------------------------- | ----------- | ----------------- | ------------------ | ---------------------------------------- |
| Cardinal de Stanford                                                                            | PAC12       | David Shaw (en)   | 8 - 4              | NC                                       |
| Panthers de Pittsburgh                                                                          | ACC         | Pat Narduzzi (en) | 7 - 6              | NC                                       |
| Arbitre : David Smith (SEC) Équipe donnée favorite par les bookmakers : Stanford par 6½ points. |             |                   |                    |                                          |

Il s'agit de la 4e rencontre entre ces deux équipes, Pittsburgh menant les statistiques avec 2 victoires contre 1 pour Stanford.

### Cardinal de Stanford
Avec un bilan global en saison régulière de 8 victoires et 4 défaites (6-3 en matchs de conférence), Stanford est éligible et accepte l'invitation pour participer au Sun Bowl de 2018.
Ils terminent 3e de la North Division de la Pacific-12 Conference derrière #13 Washington et #10 Washington State.
À l'issue de la saison 2018, ils n'apparaissent pas dans les classements CFP, AP et Coaches.
Il s'agit de leur première apparition au Sun Bowl.

### Panthers de Pittsburgh
Avec un bilan global en saison régulière de 7 victoires et 6 défaites (6-2 en matchs de conférence), Pittsburgh est éligible et accepte l'invitation pour participer au Sun Bowl de 2018.
Ils terminent 1er de la Coastal Division de la Atlantic Coast Conference.
À l'issue de la saison 2018, ils n'apparaissent pas dans les classements CFP, AP et Coaches.
Il s'agit de leur première apparition au Sun Bowl.

## Résumé du match
Résumé et photo sur la page du site francophone The Blue Pennant.
Début du match à 12 h 10, fin à 15 h 32 pour une durée totale de jeu de 3 h 22 min.
Températures de 8 °C, vent de O-S-O de 16 km/h, ensoleillé.
| QT            | Temps         | Drive         | Drive         | Drive         | Équipe        | Description de l'action                                                                | Score | Score |
| ------------- | ------------- | ------------- | ------------- | ------------- | ------------- | -------------------------------------------------------------------------------------- | ----- | ----- |
| QT            | Temps         | Jeux          | Yards         | TDP           | Équipe        | Description de l'action                                                                | STAN  | PIT   |
| 2             | 14:14         | 6             | 54            | 03:04         | PITT          | FG de 29 yards par K Kessman Alex                                                      | 0     | 3     |
| 2             | 07:39         | 7             | 64            | 04:00         | STAN          | TD à la suite d'1 yard par RB Scarlett,Cameron + 1 point de conversion par K Toner Jet | 7     | 3     |
| 2             | 02:32         | 9             | 75            | 05:07         | PITT          | TD de 6 yards par RB Hall Darrin + 1 point de conversion par K Kessman Alex            | 7     | 10    |
| 3             | 08:13         | 6             | 46            | 03:04         | PITT          | FG de 28 yards par K Kessman Alex                                                      | 7     | 13    |
| 4             | 11:28         | -             | -             | -             | STAN          | TD à la suite d'un fumble recouvert par RB Scarlett, Cameron                           | 14    | 13    |
| Score final : | Score final : | Score final : | Score final : | Score final : | Score final : | Score final :                                                                          | 14    | 13    |

## Statistiques
| Nom              | Équipe               | Poste        |
| ---------------- | -------------------- | ------------ |
| Cameron Scarlett | Cardinal de Stanford | running back |

| Statistiques                           | Cardinal de Stanford                               | Panthers de Pittsburgh                             |
| -------------------------------------- | -------------------------------------------------- | -------------------------------------------------- |
| 1er down                               | 12                                                 | 18                                                 |
| 1er down à la course                   | 7                                                  | 11                                                 |
| 1er down à la passe                    | 4                                                  | 5                                                  |
| 1er down suite pénalité                | 1                                                  | 2                                                  |
| Conversion de 3e down                  | 1/10                                               | 5/17                                               |
| Conversion de 4e down                  | 0/0                                                | 1/2                                                |
| Jeux–yards                             | 51 jeux pour 208 yards                             | 71 jeux pour 344 yards                             |
| Yards à la course                      | 34 courses pour 103 yards (moy.= 3.0 yards/course) | 42 courses pour 208 yards (moy.= 5.0 yards/course) |
| Yards à la passe                       | 105                                                | 136                                                |
| Passes : Réussies-Tentées-Interceptées | 6/17 passes complétées, 0 interception             | 11/29 passes complétées, 0 interception            |
| Réussite en zone rouge/chances         | 2/3                                                | 3/3                                                |
| TD                                     | 2                                                  | 1                                                  |
| Field Goals                            | 0/0                                                | 2/3                                                |
| Sacks (Nombre-Yards)                   | 2 pour 17 yards adverses perdus                    | 3 pour 26 yards adverses perdus                    |
| Fumbles (Nombre/Perdus)                | 2/0                                                | 1/0                                                |
| Pénalités (Nombre/Yards perdus)        | 6 pour 41 yards perdus                             | 6 pour 39 yards perdus                             |
| Temps de possession                    | 26:21                                              | 33:39                                              |

| Cardinal de Stanford   |                     |                                                                         |
| Quarterback            | K. J. Costello (en) | 6/17 passes complétées, 105 yards, 0 interception, 0 TD, 3 sacks subis  |
| Meilleur coureur       | Cameron Scarlett    | 22 courses pour 94 yards nets gagnés, 2 TDs                             |
| Meilleur receveur      | JJ Arcega-Whiteside | 3 réceptions pour 90 yards gagnés, 0 TD                                 |
| Meilleur tackler       | Barton Sean         | 8 tacles dont 5 en solo, 1 TFL (1 yard)                                 |
| Panthers de Pittsburgh |                     |                                                                         |
| Quarterback            | Kenny Pickett       | 11/29 passes complétées, 136 yards, 0 interception, 0 TD, 2 sacks subis |
| Meilleur coureur       | Darrin Hall         | 16 courses pour 123 yards nets gagnés, 1 TD                             |
| Meilleur receveur      | Taysir Mack         | 4 réceptions pour 68 yards gagnés, 0 TD                                 |
| Meilleur tackler       | Oluwaseun Idowu     | 8 tacles dont 7 en solo, 2 TFL (13 yards), 1 sack (8 yards), 1 QB Hit   |